# Центральний канал (Бельгія)
Центральний канал (фр. Canal du Centre, нід. Centrumkanaal) — судноплавний канал, що знаходиться в центральнії частині Бельгії і сполучає канал Німі-Блатон-Перонн з каналом Брюссель — Шарлеруа.
2002 року на каналі було відкрито нову ділянку – між комуною Ла-Лувьєр і селом Авр (фр. Havre, валон. Avrè), завдовжки майже на половину каналу. Відтоді стара траса (річище) на цьому відтинку каналу використовується лише для туристичних маршрутів. На ньому розташовані чотири старовинних суднопідіймачі, включені ЮНЕСКО в 1998 році до списку Всесвітньої спадщини.

## Посилання

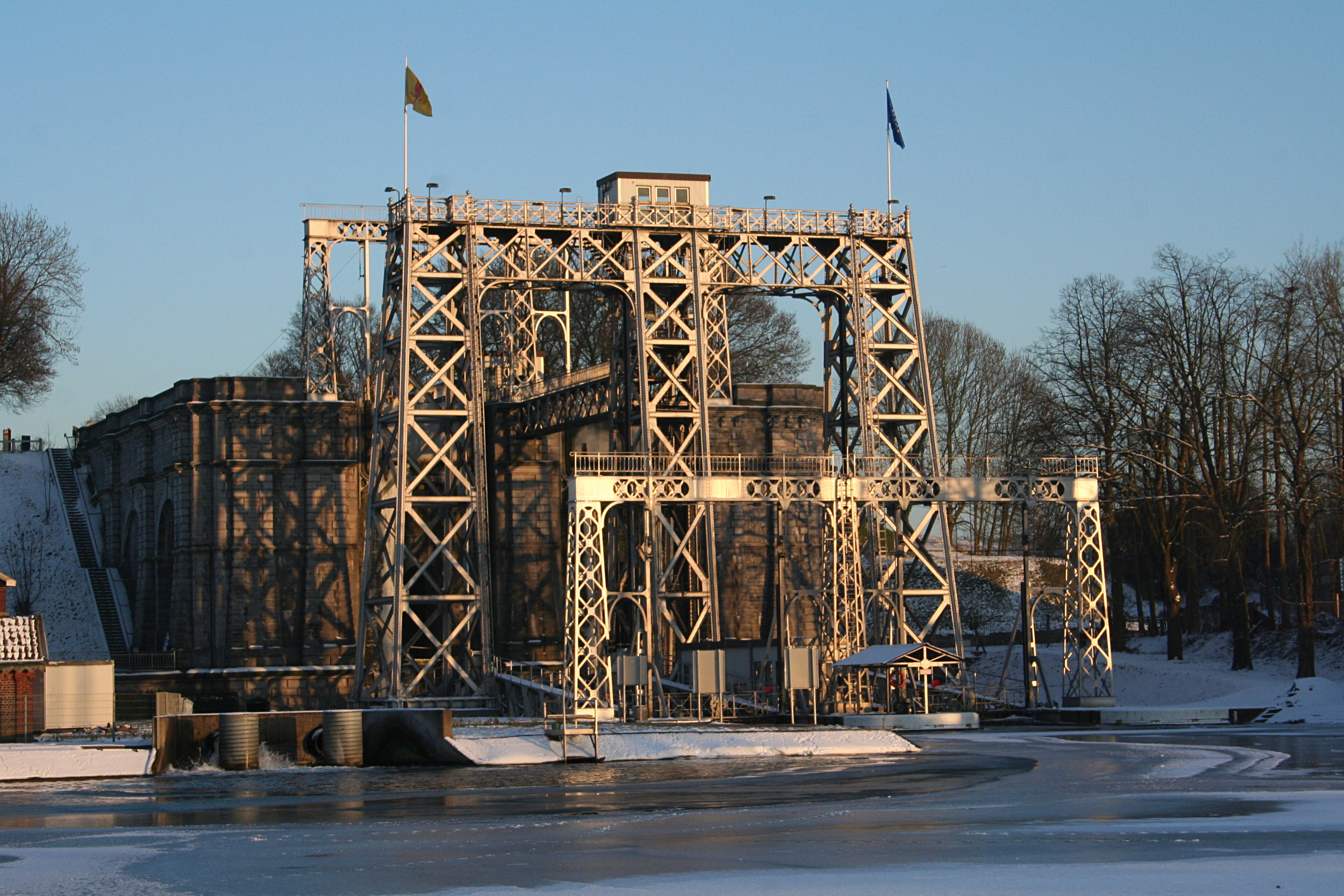
Центральний канал